# Hildegard Hetzer
Hildegard Hetzer, född 9 juni 1899, död 12 augusti 1991, var en österrikisk barnpsykolog.
Hildegard Hetzer studerade vid universitetet i Wien, blev professor i Elbing 1931 och var högt skattad i Tyskland under den nazistiska regimen. Hennes huvudarbete var den socialpsykologiska Kindheit und Armut (1929). Tillsammans med Charlotte Bühler utgav hon före diskrimineringen av judarna bland annat Kleinkinder-Tests (1932). På svenska utgavs Lek och leksaker (1937) och Småbarnets själsliga hygien (1937).